# Bernhard Lott
Bernhard Heinrich Lott (* 17. April 1950 in Neudenau an der Jagst; † 7. Juni 2008 in Karlsruhe) war Mundartdichter und Buchautor, Lehrer und Landwirt sowie bedeutender Vertreter der pfälzisch-fränkischen Mundart.

## Lehrer
Nach seinem Abitur am Matthias-Grünewald-Gymnasium in Tauberbischofsheim übernahm er nach der Querschnittlähmung seines Vaters den elterlichen landwirtschaftlichen Betrieb. Daneben studierte er für das Lehramt an Grund-, Haupt- und Realschulen an den pädagogischen Hochschulen Heidelberg und Karlsruhe. Seit 1975 lehrte Lott an Realschulen in Calw und Karlsruhe. Verheiratet war er mit der Journalistin, Buchautorin und Realschullehrerin Doris Lott, der Verbindung entsprang ein Sohn.

## Werke
- 1993   Mundartbuch „Geschichten aus dem Jagsttal“ (Rundblick Verlag, Bad Friedrichshall) ISBN 3-9802222-8-4
- 1994   Herausgabe des Buches „Barfuß auf dem Weg ins Paradies – Die Lebensgeschichte des Kapuzinerpaters Adalbert Ehrenfried“
- 1995   Heimatbuch „Malerisches Neudenau – Heimat an der Jagst“ (Rundblick Verlag, Bad Friedrichshall) ISBN 3-9802222-5-X
- 1996   Mundartbuch „Es gibt mer zu denke“ – Mundartgedichte aus dem Jagsttal (Rundblick Verlag, Bad Friedrichshall) ISBN 3-932915-07-0
- 1997   Mundartbuch „Geschichten aus dem Jagsttal“ (2. Erweiterte Auflage)/(Rundblick Verlag, Bad Friedrichshall)
- 1997   Kinderbuch „Anton, der Eisbär“ (mit seiner Frau Doris)/(Rundblick Verlag, Bad Friedrichshall) ISBN 3-932915-02-X
- 1998   Mundartbuch „Lustige Geschichten aus dem Jagsttal“ (Rundblick Verlag, Bad Friedrichshall) ISBN 3-932915-05-4
- 1999   Gedichtband „Worte für die Seele“ (Rundblick Verlag, Bad Friedrichshall) ISBN 3-932915-06-2
- 2000   „Die Jagst von der Quelle bis zur Mündung“ (Swiridoff Verlag, Künzelsau) ISBN 3-934350-25-9
- CD „Worte für die Seele“ (Tonstudio Müller, Malsch)
- 2002   „Der Kocher von der Quelle bis zur Mündung“ (Swiridoff Verlag, Künzelsau) ISBN 3-934350-80-1
- 2003   „Du und ich und die Liebe“ (Mira Verlag, Künzelsau) ISBN 3-89222-750-0
- 2004   „Schule am Abgrund“ (Leibniz Verlag, St. Goar) ISBN 3-931155-21-8
- 2005   „Die Tauber von der Quelle bis zur Mündung“ (Swiridoff Verlag, Künzelsau)

## Auszeichnungen
- 1987   Sonderpreis beim Kurzgeschichtenwettbewerb des Süddeutschen Rundfunks „De Groußvatter un sei Routbunti“
- 1988   1. Mundartpreis des Regierungspräsidiums Nordbaden „S Schäffners Gudrun odder Wenns nor bald widder Weihnachte wär“
- 1989   2. Mundartpreis des Regierungspräsidiums Nordbaden „De Bastian odder De Schnellzug hält net uhne Nout in Erpelsbach“
- 1991   2. Preis beim Kurzgeschichtenwettbewerb des SDR „De Russepan“
- 1993   Lobende Erwähnung beim Mundartwettbewerb des Regierungspräsidiums Karlsruhe „De Rote Heini odder D Wallfahrt noch Heroldstal“
- 1995   1. Preis beim 12. Dreiländer-Kurzgeschichtenwettbewerb des Süddeutschen Rundfunks (Schweiz, Frankreich, Deutschland) „Joshuas Rückkehr“
- 1995   2. Mundartpreis des Regierungspräsidiums Nordbaden „Des Menschen Tage“
- 1996   Lobende Erwähnung beim Mundartwettbewerb des Regierungspräsidiums Nordbaden „S Musikfestle vun Erpelsbach“
- 1997   1. Preis beim 14. Dreiländer-Kurzgeschichtenwettbewerb des Süddeutschen Rundfunks „De Danijel un de Franticek“
- 1997   Hauptpreis beim Mundartwettbewerb des Regierungspräsidiums Nordbaden „D Amalie Gruber“
- 2003	2. Preis für Lyrik beim Mundartwettbewerb des Regierungspräsidiums Karlsruhe „Manchmol“
- 2008 Heimatmedaille des Landes Baden-Württemberg (posthum verliehen)[2]